# U.S.A. contro John Lennon
U.S.A. contro John Lennon (The US vs John Lennon) è un film documentario del 2006 su John Lennon, diretto da David Leaf.

## Trama
Il film è un documentario sul periodo dell'attivismo politico di John Lennon, soprattutto negli anni che vanno dal 1966 al 1976 e si costituisce di numerose interviste a parenti, amici, collaboratori o autorevoli opinionisti.
La prima parte del documentario descrive brevemente le origini familiari del cantante, sostenendo che siano state la base per le sue idee ribellistiche ed anti-autoritarie. Lo spazio dedicato alla sua carriera artistica con i Beatles è piuttosto sintetico: vengono sottolineate soprattutto le violente reazioni dell'opinione pubblica americana più conservatrice alla sua celebre e contestata frase: «I Beatles sono più popolari di Gesù Cristo!» e viene mostrato anche qualche tentativo di riconciliazione da parte del cantante. La seconda parte, sicuramente più approfondita, descrive non solo le eclatanti proteste per la pace fatte da Lennon e sua moglie Yōko Ono ma pure le continue "pressioni" da lui subite da parte dell'amministrazione Nixon affinché lasciasse gli USA.

## Distribuzione
In Italia il film venne distribuito il 1º giugno 2007 sottotitolato in italiano.